# Villa Félix-Faure
Cet article possède des paronymes, voir Avenue Félix-Faure et Rue Félix-Faure.
La villa Félix-Faure est une voie du 19e arrondissement de Paris, en France.

## Situation et accès
La villa Félix-Faure est une voie publique située dans le 19e arrondissement de Paris. Elle débute au 44, rue de Mouzaïa et se termine au 25 bis, rue de Bellevue.

## Origine du nom
Cette voie doit son nom à Félix Faure (1841-1899), président de la République française entre 1895 et 1899.

## Historique
Cette voie est classée dans la voirie parisienne par un arrêté municipal du 16 janvier 1991.

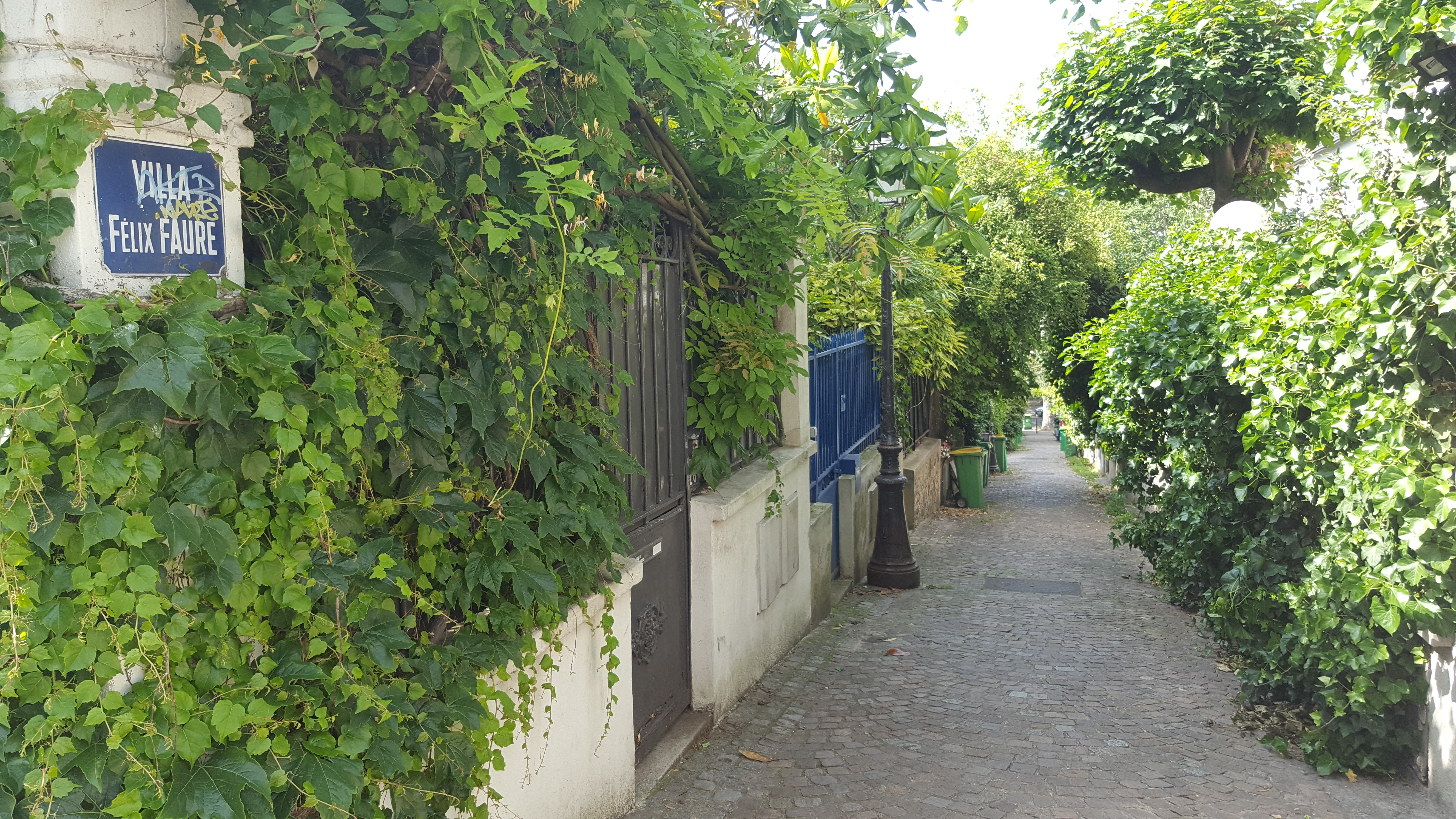
La villa Félix-Faure, vue depuis la rue de Bellevue.